# Giovanni Francesco Grossi
Giovanni Francesco Grossi zvaný Siface (12. února 1653, Chiesina Uzzanese – zavražděn 29. května 1697 mezi Bolognou a Ferrarou) byl jeden z nejslavnějších zpěváků-kastrátů období baroka.

## Život
Narodil se v obci Chiesina Uzzanese nedaleko Pescie v Toskánsku. Měl krásný soprán, a proto již v dětství podstoupil kastraci. Povšiml si jej mecenáš umění kardinál Benedetto Pamphilj a na jeho přímluvu se stal v roce 1675 zpěvákem papežské kapely. Později zpíval na mnoha evropských dvorech. Nejprve v Modeně u vévody Františka II. z Este, poté v Turíně na dvoře Viktora Amadea II. a později opět u dvora Estenských ve Ferraře. Konečně v roce 1687 byl vyslán modenským vévodou do Londýna, aby se stal hudebníkem krále Jakuba II.
V Anglii měl veliký úspěch, ale vlhké anglické počasí mu nesvědčilo. Z obavy o svůj hlas se vrátil do Itálie a zahájil vítězné tažení po italských operních scénách od Neapole po Milán. Stal se hvězdou a tomu odpovídalo i jeho chování. Modenský vévoda ho dokonce musel dát do domácího vězení za urážku francouzského velvyslance v Římě, když ten ne dostatečně pozorně naslouchal Sifaceho zpěvu.
Svou přezdívku získal podle role v opeře Scipione affricano Francesca Cavalliho. Ke svým rolím nepřistupoval pasivně, ale spolupracoval se skladateli na jejich kompozici. Jako poctu svému rodnému kraji Siface financoval v pescijské katedrále stavbu nového hlavního oltáře.
Přestože byl kastrát, prožil milostný poměr s Marií Maddalenou Marsiliovou, vdovou po hraběti Gaspari-Fornim. Její bratři to považovali za urážku a když nepomohla intervence u modenského vévody, nechali jej zavraždit na cestě mezi Bolognou a Ferrarou.
Henry Purcell zkomponoval na Sifaceho počest skladbu pro cembalo, kterou nazval Sefauchi's Farewell.